# سیمون سینی
سیمون سینی (انگلیسی: Simone Sini؛ زادهٔ ۹ آوریل ۱۹۹۲) بازیکن فوتبال اهل ایتالیا است.
از باشگاه‌هایی که در آن بازی کرده‌است می‌توان به باشگاه فوتبال پروجا، باشگاه فوتبال لچه، باشگاه فوتبال ویرتوس انتلا، باشگاه فوتبال آ.اس. رم، باشگاه فوتبال باری، باشگاه فوتبال پیزا، باشگاه فوتبال لیورنو، و باشگاه فوتبال پرو ورچلی اشاره کرد.
وی همچنین در تیم‌های ملی فوتبال زیر ۱۶ سال ایتالیا، زیر ۱۷ سال ایتالیا، زیر ۱۸ سال ایتالیا، زیر ۱۹ سال ایتالیا، زیر ۲۰ سال ایتالیا، و زیر ۲۱ سال ایتالیا بازی کرده‌است.